# Сайид Абдулла
Сайид Абдулла (пушту سید عبدالله) — Афганский политический деятель. Занимал пост Первого Вице-президента с 19 февраля по 28 апреля 1978 года. Также два занимал должность министра экономики в августе 1973 года и с марта 1977 по 28 апреля 1978 года. Был членом Партии национальной революции Афганистана, которая была единственной легальной партией на тот момент. Убит вместе с Мухаммедом Даудом и некоторыми членами его правительства во время саурской революции. После саурской революции должность вице-президента была упразднена, однако в 1990 году она была восстановлена в связи с проводимой в стране демократизации президентом Мохаммадом Наджибуллой. 